# Francine Collet
Pour les articles homonymes, voir Collet.
Francine Collet, née à Genève le 1er janvier 1966, est une autrice suisse de nouvelles et de romans.

## Biographie
Francine Collet obtient une licence d'histoire à l'université de Genève en 1991 où elle suit en particulier les cours du politologue Jean Ziegler ou du médiéviste Robert Delort.[réf. nécessaire]
Par la suite, elle travaille comme journaliste du quotidien genevois Le Courrier puis comme rédactrice de la rubrique culture de 1994 à 1999. Elle signe alors plusieurs critiques littéraires, de théâtre ou cinéma. Elle s'est ensuite progressivement détachée du journalisme[réf. nécessaire].
Elle signe ses dernières parutions journalistiques sous la forme de chroniques racontant ses voyages en Afrique entre 1996 et 2003. Elle y raconte la vie ordinaire d'un quartier de Bobo Dioulasso, deuxième ville du Burkina Fasso. En 2006, celles-ci ont été rassemblées par la maison d'édition Encre fraîche sous le titre Sous le sourire de la lune. À l'occasion de la publication du livre, l'autrice est invitée par la Société de géographie de Genève.
Le Don d'Elise (Conte de la montagne) parait l'année suivante. Il reçoit  le prix 2008 de la Société Littéraire de la ville de Genève,. Depuis, l'autrice suisse a publié une série de nouvelles comme Crabes à l’étouffée, en 2010,. La même année, Dans Passage d'ombre, pour la maison d'édition Encre fraîche, elle offre un texte aux photographies d'Adriana Passini. L'année suivante, avec Félicien, elle s'essaye pour la première fois au roman.
En 2014, elle signe un nouveau recueil de nouvelles, sous le titre : Vous avez des enfants?. Ce texte fait l'objet d'un mémoire universitaire intitulé Why Is She Childless? A Translation and Theoretical Research on Childless Women soutenu en mai 2015 à l'université de Northern Illinois par Jennifer Paxton sous la direction du professeur Greg Ros. À l'occasion de la semaine de l'égalité organisée par la ville de Genève, elle a participé à un débat sur le thème : Féminité : quelles représentations ?, avec Stéphanie Pahud, professeure de linguistique à l'Université de Lausanne et autrice de Lanormalité.
C'est une écrivaine engagée. En 2014, elle est signataire de la Déclaration de solidarité des artistes et acteurs culturels de Suisse avec la Palestine.
Plusieurs de ses nouvelles ont été lues sur la Radio Télévision Suisse. Le Don d'Elise a été enregistré pour les personnes malvoyantes.
Des collégiens et lycéens, en Suisse comme en France, étudient plusieurs de ses textes dans le cadre de l'étude de la nouvelle, du récit fantastique, ou du conte.
Elle anime des ateliers d´écriture en Suisse et en France, et exerce le métier de biographe.

## Distinction
- 2008 : Prix de la Société Littéraire de la ville de Genève[5]

## Œuvres
- Sous le sourire de la Lune, Éditions Encre Fraîche, 2006.
- Don d'Elise, Éditions Encre Fraîche, 2007[22],[23].
- Crabes à l'étouffée, Éditions Encre Fraîche, 2010[24].
- Francine Collet et Adriana Passini (photographe), Passage d'ombre, Éditions Encre Fraîche, 2010.
- Félicien, Éditions Encre Fraîche, 2011.
- Adriana Passini et Christine Doucet (esquisses au crayon, Vous avez des enfants, Éditions Encre Fraîche, 2014[25],[26].